# Прапор Засупоївки

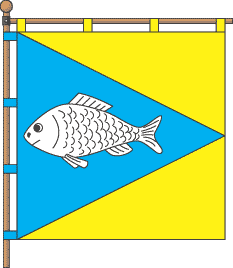
Прапор Засупоївки

Герб Засупоївки — геральдичний символ наслених пунктів Богданівської сільської ради  Яготинського району Київської області (Україна): Засупоївки, Григорівки і Федорівки. Герб затверджений 30 жовтня 2002 сесією сільської ради (автор - О. Желіба).

## Опис
Жовте квадратне полотнище (співвідношення 1:1) із синім клином управо, обтяженим білим карасем. Корогва має вертикальне та горизонтальне кріплення.

## Трактування
- синій кут із срібним карасем – символ р. Супою, на якій стоїть село.